# Rider
En rider [rajder] är en lista med önskemål som artister skickar till arrangören med hur saker och ting skall vara i och runt logen. Exempelvis krävde gruppen Van Halen att logen skulle innehålla godiset M&M's, men att de bruna skulle tas bort. Ridern kan också innehålla information om önskemål kring tekniska specifikationer på och omkring scenen. Ofta delas en rider upp i just dessa två delar, alltså en hospitalityrider och en så kallad techrider.